# Gotthilf Hagen (Schiff)
Die Gotthilf Hagen ist ein ehemaliges Lotsenstationsschiff, das in der Wesermündung stationiert war. Sie ist eines von sechs typgleichen Schiffen der Kommodore-Rolin-Klasse, die in den Mündungen der Gewässer Elbe, Weser/Jade und Ems stationiert waren.

## Allgemeines
Gebaut wurde die Gotthilf Hagen 1959 unter der Baunummer 496 auf der Meyer Werft in Papenburg. Die Kiellegung des Schiffes fand am 16. Februar, der Stapellauf am 14. Mai 1959 statt. Fertiggestellt wurde das Schiff im September 1959.
Eigner des Schiffes war das Bundesministerium für Verkehr, Bau und Stadtentwicklung (BMVBS), betrieben wurde es vom Lotsbetriebsverein e.V. Außenstelle Bremerhaven. Das Schiff wurde seit 1959 als Lotsenstationsschiff genutzt. Im Sommer 2010 wurde das Schiff außer Dienst gestellt und durch das SWATH-Lotsenstationsschiff Weser ersetzt.
Das Schiff ist nach dem Wasserbauingenieur Gotthilf Hagen benannt, der im Auftrag der preußischen Admiralität die Anlage des Hafens der späteren Stadt Wilhelmshaven leitete.

## Technische Daten
Der Antrieb des Schiffes erfolgt dieselelektrisch. Die beiden elektrischen Fahrmotoren stammen von der AEG AG Fachbereich Schiffbau. Sie haben eine Leistung von jeweils 456 kW. Für die Stromversorgung der Fahrmotoren und des Bordnetzes sorgen drei Maybach-Dieselgeneratoren mit einer Leistung von jeweils 330 kW.
An Bord des Schiffes befanden sich in 25 Kabinen Betten für insgesamt 70 Personen, bis zu 28 Besatzungsmitglieder und bis zu 42 Lotsen.

## Verbleib des Schiffes
Die Gotthilf Hagen war zuletzt in Emden aufgelegt und wurde Ende 2011 für 145.000 Euro über die Vebeg GmbH in die Niederlande verkauft, wo das Schiff auf der Veka-Werft in Wakendam zu einer Privatyacht des Werfteigentümers umgebaut wird. Das Schiff wird dabei auch mit Querstrahlsteueranlagen im Bug und Heck ausgerüstet.